# Xarm el-Xeikh
Xarm el-Xeikh ou Xarmel Xeique (em árabe: شرم الشيخ; romaniz.: Xarm al-Xaykh ou Xarm el-Xeikh; em inglês: Sharm el-Sheikh) é uma cidade do Egito situada na província do Sinai do Sul. Possui 44,7 quilômetros quadrados e segundo censo de 2006 tinha 38 478 habitantes.